# Heinrich Parler le Jeune

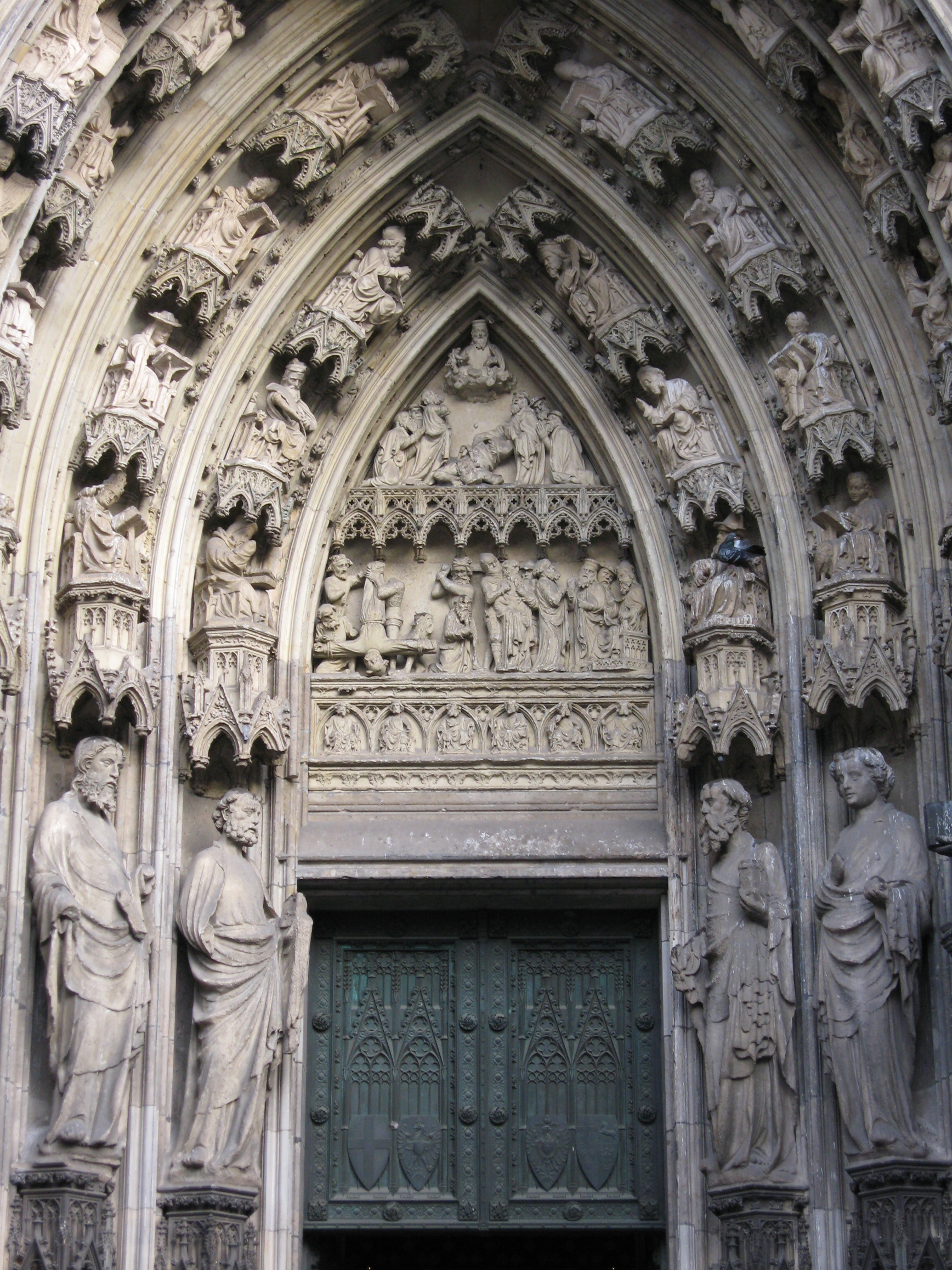
Portail Saint-Pierre de la Cathédrale de Cologne.

Heinrich Parler le Jeune, dit Heinrich von Gmünd ou Heinrich de Fribourg, aussi désigné par Heinrich IV Parler, est un sculpteur actif en Europe centrale dans la deuxième moitié du XIVe siècle. Il est le sculpteur le plus connu de la famille Parler, famille de tailleurs de pierre et d'architectes ayant fortement influencé le style gothique dans les pays allemands, en Bohême, en Autriche et en Italie du Nord.

## Carrière
Son appartenance à la famille Parler est hautement probable en raison de sa marque de tâcheron en double équerre qui reprend celles des autres Parler, et de son nom « de Gmünd » comme d'autres artisans et architectes de la famille. Il est possible qu'il soit le fils de Johann Parler l'Aîné et le frère de Michel de Fribourg. Il ne doit pas être confondu avec un autre Heinrich Parler le Jeune, maître de chantier de la cathédrale d'Ulm.
On a la trace de son activité à Schwäbisch Gmünd par un Christ portant la Croix. C'est probablement dans cette ville qu'il reçoit sa formation. Dans les années 1370, il est à Prague aux côtés de Peter Parler à la cathédrale Saint-Guy de Prague. On connaît de lui les pierres tombales de Bretislav Ier et Spytihněv II dans la chapelle centrale de la cathédrale (1373) et des bustes du triforium.
Après 1381, il est maître de chantier du margrave Jobst de Moravie. En 1387, il est à Cologne, dont est originaire sa femme Drutginis de Savoye, fille de Michel de Savoye, maître d'œuvre de la cathédrale de Cologne. C'est d'ailleurs sur la cathédrale qu'il travaille probablement à des sculptures du Portail Saint-Pierre.
Un buste de femme portant son sceau (1378), représentant Ève, conservé au Schnütgen Museum lui est attribué,. La pièce, surnommée la « Mona Lisa rhénane » provient sans doute de la cathédrale de Cologne. Le buste est la face d'une console, et est sculpté dans du grès, comme les 34 prophètes et saints du portail Saint-Pierre. Le style d'Heinrich le Jeune y est reconnaissable, style ayant influencé une tendance sculpturale de « style doux (de) » à l'époque, et possiblement préfiguré le style bohémien des « Belles Madones » des années 1380, telle la Belle Madone de Toruń.